# Conops decipiens
Conops decipiens är en tvåvingeart som beskrevs av Krober 1933. Conops decipiens ingår i släktet Conops och familjen stekelflugor.
Artens utbredningsområde är Zimbabwe. Inga underarter finns listade i Catalogue of Life.